# العلاقات الزيمبابوية الهندوراسية
العلاقات الزيمبابوية الهندوراسية هي العلاقات الثنائية التي تجمع بين زيمبابوي وهندوراس.

## مقارنة بين البلدين
هذه مقارنة عامة ومرجعية للدولتين:
| وجه المقارنة                                              | زيمبابوي | هندوراس          |
| --------------------------------------------------------- | --- | ---------------- |
| المساحة (كم2)                                             | 390.76 ألف | 112.49 ألف       |
| عدد السكان (نسمة)                                         | 16.53 مليون | 9.27 مليون       |
| الكثافة السكانية (ن./كم²)                                 | 42.3 | 82.41            |
| العاصمة                                                   | هراري | تيغوسيغالبا      |
| اللغة الرسمية                                             | لغة إنجليزية، اللغة الشونا، النديبيلية الشمالية ‏، لغة الشيشيوا، Barwe ‏، Kalanga language ‏، Tshwa language ‏، النداو ‏، اللغة التسونجا، لغة الإشارة الزيمبابوية ‏، اللغة السوتية، تونغا ‏، اللغة التسوانية، اللغة الفيندية، اللغة الكوسية | اللغة الإسبانية  |
| العملة                                                    | دولار أمريكي | لمبيرة هندوراسية |
| الناتج المحلي الإجمالي (بليون دولار)                      | 17.85 مليار | 22.98 مليار      |
| الناتج المحلي الإجمالي (تعادل القوة الشرائية) بليون دولار | 27.88 مليار | 41.14 مليار      |
| الناتج المحلي الإجمالي الاسمي للفرد دولار أمريكي          | 924 | 2.53 ألف         |
| الناتج المحلي الإجمالي للفرد دولار أمريكي                 | 1.79 ألف | 4.91 ألف         |
| مؤشر التنمية البشرية                                      | 0.509 | 0.606            |
| رمز المكالمات الدولي                                      | +263 | +504             |
| رمز الإنترنت                                              | .zw | .hn              |
| المنطقة الزمنية                                           | ت ع م+02:00 | 00               |

## منظمات دولية مشتركة
يشترك البلدان في عضوية مجموعة من المنظمات الدولية، منها:
| علم المنظمة | اسم المنظمة                               | تاريخ انضمام زيمبابوي | تاريخ انضمام هندوراس |
| ----------- | ----------------------------------------- | --------------------- | -------------------- |
|             | مؤسسة التنمية الدولية                     | 29 سبتمبر 1980        | 23 ديسمبر 1960       |
|             | الأمم المتحدة                             | 25 أغسطس 1980         | 17 ديسمبر 1945       |
|             | منظمة التجارة العالمية                    | ?                     | ?                    |
|             | منظمة الشرطة الجنائية الدولية             | ?                     | ?                    |
|             | المركز الدولي لتسوية المنازعات الاستشارية | 19 يونيو 1994         | 16 مارس 1989         |
|             | الاتحاد الدولي للاتصالات                  | 10 فبراير 1981        | 27 أكتوبر 1925       |
|             | الفريق المعني برصد الأرض                  | ?                     | ?                    |
|             | البنك الدولي للإنشاء والتعمير             | 29 سبتمبر 1980        | 27 ديسمبر 1945       |
|             | الاتحاد البريدي العالمي                   | ?                     | ?                    |
|             | منظمة حظر الأسلحة الكيميائية              | ?                     | ?                    |
|             | مؤسسة التمويل الدولية                     | 29 سبتمبر 1980        | 20 يوليو 1956        |
|             | وكالة ضمان الاستثمار متعدد الأطراف        | 10 أبريل 1992         | 30 يونيو 1992        |
|             | يونسكو                                    | 22 سبتمبر 1980        | 16 ديسمبر 1947       |

## وصلات خارجية
- موقع وزارة الخارجية الزيمبابوية
- موقع وزارة الخارجية الهندوراسية